# Dreta Democràtica Espanyola

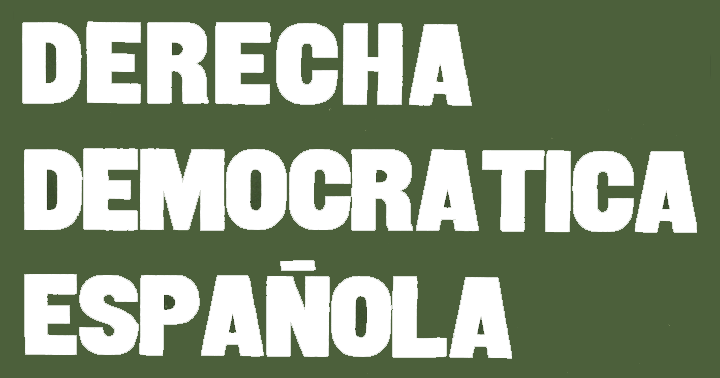

Dreta Democràtica Espanyola va ser un partit polític espanyol actiu durant els últims anys de la Transició. Va ser creat en 1979. Els seus líders eren Federico Silva Muñoz, exministre de Franco i Jesús Barros de Lis, antic opositor al franquisme. Estava integrat per diversos partits: Acción Democrática Española (Federico Silva Muñoz), Unión Nacional Española (Gonzalo Fernández de la Mora), Unión Regional Andaluza (Luis Jáudenes), Unió Demócrata Cristiana (Jesús Barros de Lis), Partido Nacional Independiente (Artemio Benevente) i Centro Popular (Juan Pérez de Alhama). Fou pretès per Fuerza Nueva per a la seva integració en Unión Nacional, però no es va arribar a un acord. Va desaparèixer en 1983.